# ایوان استویانوف (بازیکن فوتبال، زاده ۱۹۹۱)
ایوان استویانوف (بلغاری: Иван Стоянов؛ زادهٔ ۹ ژوئیهٔ ۱۹۹۱) بازیکن فوتبال اهل بلغارستان است.